# Virág Imre (mérnök)
Virág Imre (Győrzámoly, 1938 – 2016 március) okleveles magyar építészmérnök. Munkája elismeréséül kétszer részesült Építészeti Nívódíjban, továbbá birtokosa Pozsony város érdemérmének és az 1974-es Szálloda építési Oscar-díjnak. 2011-ben a Budapesti Műszaki és Gazdaságtudományi Egyetem Szenátusa aranydiploma adományozásával ismerte el értékes mérnöki tevékenységét.

## Életpályája
Diplomaszerzését követően mérnöktanári posztot töltött be a Győri Építőipari Technikumban, 1966-tól a Győr Megyei Állami Építőipari Vállalat házgyáránál mint előkészítő építészmérnök, 1970-től mint a terméktervező iroda vezetője dolgozott. 1971-től a Győr Megyei  Állami Építőipari Vállalat műszaki főosztályvezetője, majd műszaki igazgatója, 1990-től a GYÁÉV - TRANSZ Kft. ügyvezető igazgatója. Több országos pályázaton eredményesen szerepelt. 17 éven keresztül - műszaki igazgatóként - több mint 2500 létesítmény előkészítésében vett részt. 1999 óta önálló vállalkozó, nyugdíjasként konzulens. Szakirodalmi tevékenysége igen széles körű, az "Építéstechnika" szakmai folyóirat szakértői bizottságának tagja. Az EUROBILD Magyar Tagozatának tagja. 2016 Márciusában elhunyt.

## Szakmai, társadalmi elismerései
- kétszer részesült Építészeti Nívódíjban,
- birtokosa Pozsony város érdemérmének,
- az 1974-es Szálloda építési Oscar-díj-nak.
- 2011: Aranydiploma.